# Arthur Dobson (Rennfahrer)

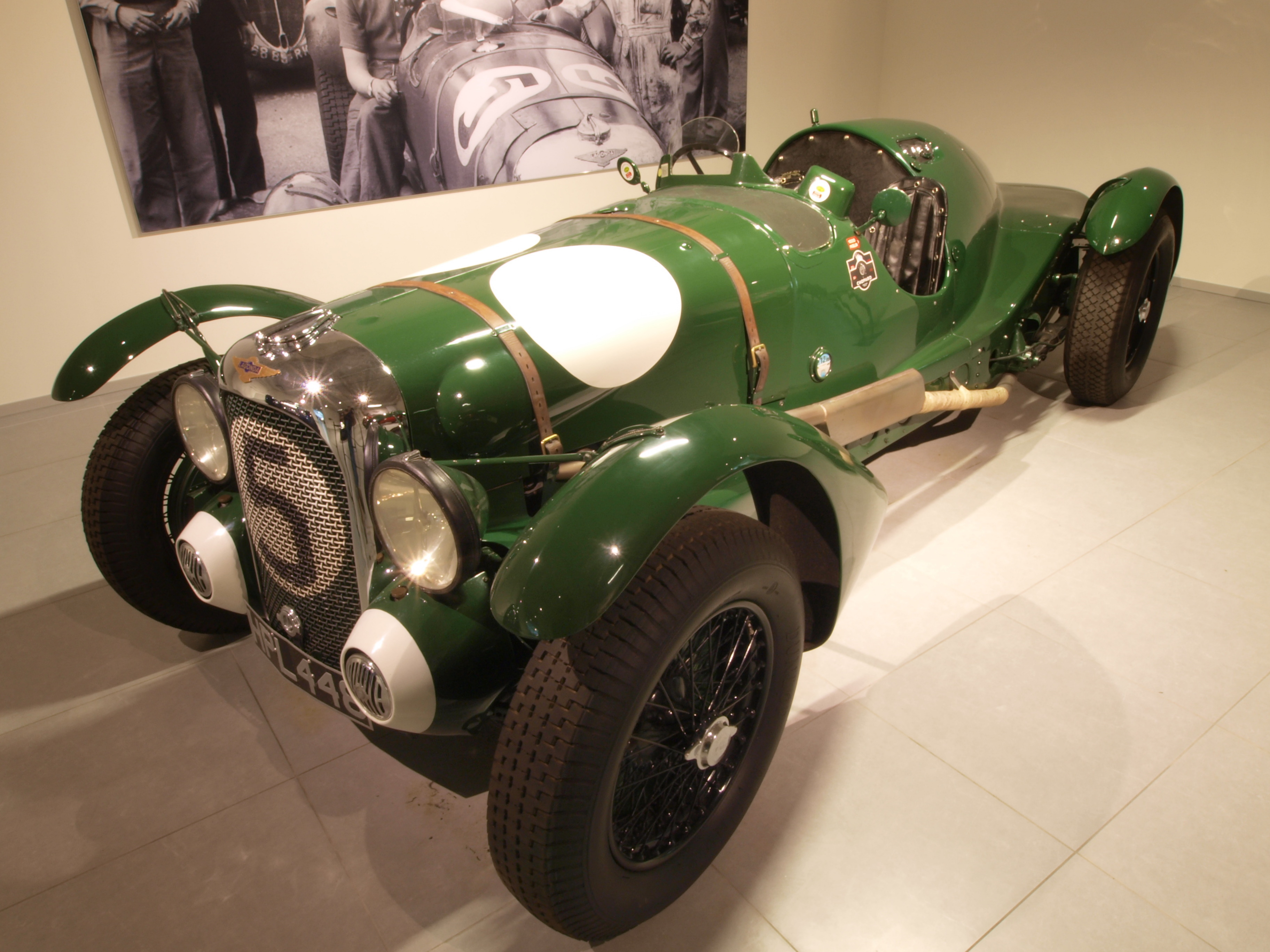
Der Lagonda V12 mit der Originalstartnummer 5; Charles Brackenbury und Arthur Dobson wurden mit diesem 1939 Dritte beim 24-Stunden-Rennen von Le Mans

Arthur Charles Dobson (* 6. August 1914 in Lodsworth; † 12. März 1980 in London) war ein britischer Autorennfahrer.

## Karriere als Rennfahrer
Arthur Dobson war der jüngere Bruder von Austin Dobson und wie dieser in den 1930er-Jahren als Rennfahrer aktiv. Sein Debüt gab er bei der RAC Tourist Trophy 1935, wo er einem Fiat 508S fuhr, aber nicht ins Ziel kam. 1938 gewann er die British Empire Trophy und blieb in seiner Karriere bei insgesamt sieben Voiturette-Grand-Prix-Rennen erfolgreich.
1938 fuhr er gemeinsam mit Elsie Wisdom, der Ehefrau von Tommy Wisdom einen MG PB Midget beim 24-Stunden-Rennen von Le Mans, fiel nach einem Kupplungsschaden aber vorzeitig aus. 1939 wurde er gemeinsam mit Charles Brackenbury auf einem Werks-Lagonda V12 Gesamtdritter und trat Ende des Jahres vom Rennsport zurück.

## Statistik

### Le-Mans-Ergebnisse
| Jahr | Team                        | Fahrzeug     | Teamkollege         | Platzierung | Ausfallgrund     |
| ---- | --------------------------- | ------------ | ------------------- | ----------- | ---------------- |
| 1938 | Miss Dorothy Stanley-Turner | MG PB Midget | Elsie Wisdom        | Ausfall     | Kupplungsschaden |
| 1939 | Lagonda Ltd.                | Lagonda V12  | Charles Brackenbury | Rang 3      |                  |